# 藤井秀人
藤井 秀人（ふじい ひでと、1947年12月13日 - ）は、日本の財務官僚。主計局長、財務事務次官等を歴任。2007年退官。

## 略歴
松江市立第四中学校、島根県立松江南高等学校卒業。高校の同期だった松浦正敬らと東京大学を受験するも不合格となり、翌年に親戚が京都にいるため京都大学法学部へ入学する。
- 1970年9月 国家公務員上級甲種試験（法律）に合格（試験地は京都市、受験番号は1100番[2]）
- 1971年3月 京都大学法学部卒業
- 1971年4月 大蔵省入省（大臣官房文書課）
- 1973年8月 大臣官房調査企画課
- 1975年7月 大臣官房調査企画課調査第一係長[3]
- 1976年7月 福知山税務署長
- 1977年7月 国税庁長官官房人事課長補佐
- 1979年7月 主計局総務課長補佐（企画担当）[4]
- 1980年7月 主計局主計企画官補佐（調整第1係主査）
- 1981年7月 主計局主計官補佐（通産第3係主査）
- 1982年6月 主計局主計官補佐（防衛第2係主査）
- 1983年6月 主計局主計官補佐（防衛第1係主査）
- 1985年6月 主計局総務課長補佐（企画担当）[5]
- 1986年6月 大臣官房企画官兼大臣官房文書課
- 1988年6月 大臣官房文書課広報室長
- 1989年6月 人事院事務総局給与局給与第2課長
- 1991年6月 主計局主計官（防衛担当）
- 1993年7月 主計局主計官（外務・通産担当）
- 1994年7月 主計局法規課長
- 1995年7月 主計局総務課長
- 1996年7月 関東財務局東京証券取引所監理官
  - 東証監理官は従来証券局担当の大臣官房審議官が兼任していたポストだが、藤井の転任は実績をみるためだと捉えられていた[6]
- 1997年7月 主計局次長（末席）
- 1999年7月 主計局次長（次席）
- 2000年6月 主計局次長（首席）
- 2001年
  - 1月 財務省主計局次長（首席）
    - 主計局次長（末席〜首席）を異例の4年務めた[7]

  - 7月 総括審議官
- 2003年1月 大臣官房長
- 2004年7月 主計局長
- 2006年7月 財務事務次官
  - 池田勇人以来、58年ぶりの京大法学部出身にして非東大出身の財務（旧大蔵）事務次官となった
- 2007年
  - 7月 退官
  - 10月 日本政策投資銀行副総裁
- 2008年10月 日本政策投資銀行代表取締役副社長
- 2015年6月 住友商事顧問
- 2016年6月 住友商事社外取締役
- 2023年4月 瑞宝重光章受章[8]

## 同期入省者
- 寺澤辰麿（全国地銀協会会長、横浜銀行頭取、コロンビア大使、国税庁長官）
- 福田進（内閣官房副長官補、国税庁長官）
- 高木祥吉（日本格付研究所社長、ゆうちょ銀行社長、日本郵政副社長、金融庁長官）
- 吉田和男（京都産業大学教授、京都大学大学院教授）
- 志賀櫻（弁護士、東京税関長）
- 村井博美（財務省印刷局長）
- 吉永国光（東和銀行会長、同行頭取、関東財務局長）
- 森田好則（財務省印刷局長）
- 窪野鎮治（国土交通省政策統括官、財務省印刷局長）
- 坂井建（税務大学校長、名古屋国税局長）
- 橋本孝伸（国税不服審判所次長）
- 西川和人（金融庁検査部長）
- 八木健（IMF理事）
- 田村義雄（クロアチア大使、環境事務次官）
- 西川聰（名証副社長）
- 坂井隆憲（自民党衆議院議員、大蔵省大臣官房企画官）
- 山本幸三（自民党衆議院議員、大蔵大臣秘書官）

## その他
好きな言葉は五省。趣味は囲碁、読書。好きなスポーツはゴルフ、水泳。家族は夫人と二男。東京都世田谷区代沢在住（いずれも1991年時）。
頭が切れすぎるのが欠点とされている同期の寺澤辰麿に対し、藤井は温厚な人柄からノンキャリア組の人気も高い。その一方で「出世よりギャンブル優先」と言う豪胆さもあり、あだ名は「ジャン助」である。
「斎藤組」ではないが、外務・通産担当、あるいは防衛担当の主計官だった時の筋の通った査定で相手官庁や斎藤次郎事務次官（当時）にも評価されていた。
京大法学部出身の財務事務次官として注目された際には「いまどき民間でそんなこと気にしているところありますか？」と言っていた。